# Fruitvale (Teksas)
Fruitvale je grad u američkoj saveznoj državi Teksas. Prema popisu stanovništva iz 2010. u njemu je živjelo 408 stanovnika.